# Coelidium parvifolium
Coelidium parvifolium är en ärtväxtart som först beskrevs av Carl Peter Thunberg, och fick sitt nu gällande namn av George Claridge Druce. Coelidium parvifolium ingår i släktet Coelidium, och familjen ärtväxter. Inga underarter finns listade i Catalogue of Life.